# Кенчаклде
Кенчаклде (груз. კენჭაკლდე) — село в Грузии, в муниципалитете Душети края Мцхета-Мтианети. 

## География
Село расположено в центральной части края, в 30 километрах по прямой к востоку от центра муниципалитета Душети. Высота центра — 1280 метров над уровнем моря.

## Население
По данным переписи населения 2014 года, в селе проживало 7 человек.
| Год  | Население |
| ---- | --------- |
| 2002 | 27        |
| 2014 | 7         |